# Глухий язичковий фрикативний
Глухий язичковий (увулярний) фрикативний — тип приголосного звука, що існує в деяких людських мовах. Символ Міжнародного фонетичного алфавіту для цього звука — χ, а відповідний символ X-SAMPA — X.

## Властивості
Властивості глухого язичкового фрикативного:
- Тип фонації — глуха, тобто цей звук вимовляється без вібрації голосових зв'язок.
- Спосіб творення — фрикативний, тобто один артикулятор наближається до іншого, утворюючи вузьку щілину, що спричиняє турбулентність.
- Місце творення — язичкове, тобто він артикулюється задньою спинкою язика на язичку або поряд із ним.
- Це ротовий приголосний, тобто повітря виходить крізь рот.
- Це центральний приголосний, тобто повітря проходить над центральною частиною язика, а не по боках.
- Механізм передачі повітря — егресивний легеневий, тобто під час артикуляції повітря виштовхується крізь голосовий тракт з легенів, а не з гортані, чи з рота.